# Heteroserolis australiensis
Heteroserolis australiensis is een pissebed uit de familie Serolidae. De wetenschappelijke naam van de soort is voor het eerst geldig gepubliceerd in 1884 door Beddard.